# ونسا اینجل
ونسا اِینجل (انگلیسی: Vanessa Angel؛ زادهٔ ۱۰ نوامبر ۱۹۶۶) یک هنرپیشه و مدل اهل بریتانیا است. وی از سال ۱۹۸۵ میلادی تاکنون مشغول فعالیت بوده‌است.
از فیلم‌ها یا برنامه‌های تلویزیونی که وی در آن نقش داشته است می‌توان به استتار، گذرگاه، بالاترین نمره، سردسته اشاره کرد.